# New York Polet
New York Polet je hrvatski nogometni klub iz New Yorka, SAD, osnovan 1974. godine. Član je Hrvatskog nacionalnog nogometnog saveza Kanade i SAD.

## Vanjske poveznice
- Facebook stranica